# قرق قوام چه
قرق قوام چه، روستایی از توابع بخش بیضا شهرستان بیضا در استان فارس ایران است.

## جمعیت
این روستا در دهستان بیضا قرار دارد و براساس سرشماری مرکز آمار ایران در سال ۱۳۸۵، جمعیت آن ۴۲ نفر (۷خانوار) بوده‌است.